# Fiatal Vállalkozók Országos Szövetsége
A Fiatal Vállalkozók Országos Szövetsége (FIVOSZ) egy érdekvédelmi szervezet, mely azért jött létre, hogy érdemi segítséget nyújtson a 18 és 45 év közötti vállalkozók és a vállalkozó kedvű fiatalok számára.
A FIVOSZ célja, hogy a szervezetbe belépő fiatal vállalkozókat egymással összekötve megteremtse köztük az együttműködés, tudásmegosztás lehetőségét. A szervezet a tagoknak jogi és gazdasági tanácsadást is nyújt.. A FIVOSZ együttműködésével jelentkezik az Üzletről 30 percben című üzleti magazinműsor a FIX TV képernyőjén. A műsor kéthetente jelentkezik új adással.